# بينيتا كولينغز
بينيتا كولينغز (بالإنجليزية: Benita Collings)‏ هي مقدمة تلفزيونية وممثلة أسترالية، ولدت في 1940.

## أعمال

### أفلام
- (2011) الجميلة النائمة

## وصلات خارجية
- بينيتا كولينغز على موقع IMDb (الإنجليزية)
- بينيتا كولينغز على موقع ألو سيني (الفرنسية)
- بينيتا كولينغز على موقع ميوزك برينز (الإنجليزية)
- بينيتا كولينغز على موقع أول موفي (الإنجليزية)
- بينيتا كولينغز على موقع ديسكوغز (الإنجليزية)
- بينيتا كولينغز على موقع كينوبويسك (الروسية)